# مسابقات قهرمانی سوپرکار ۲۰۲۲
مسابقات قهرمانی سوپرکار ۲۰۲۲ (انگلیسی: 2022 Supercars Championship)

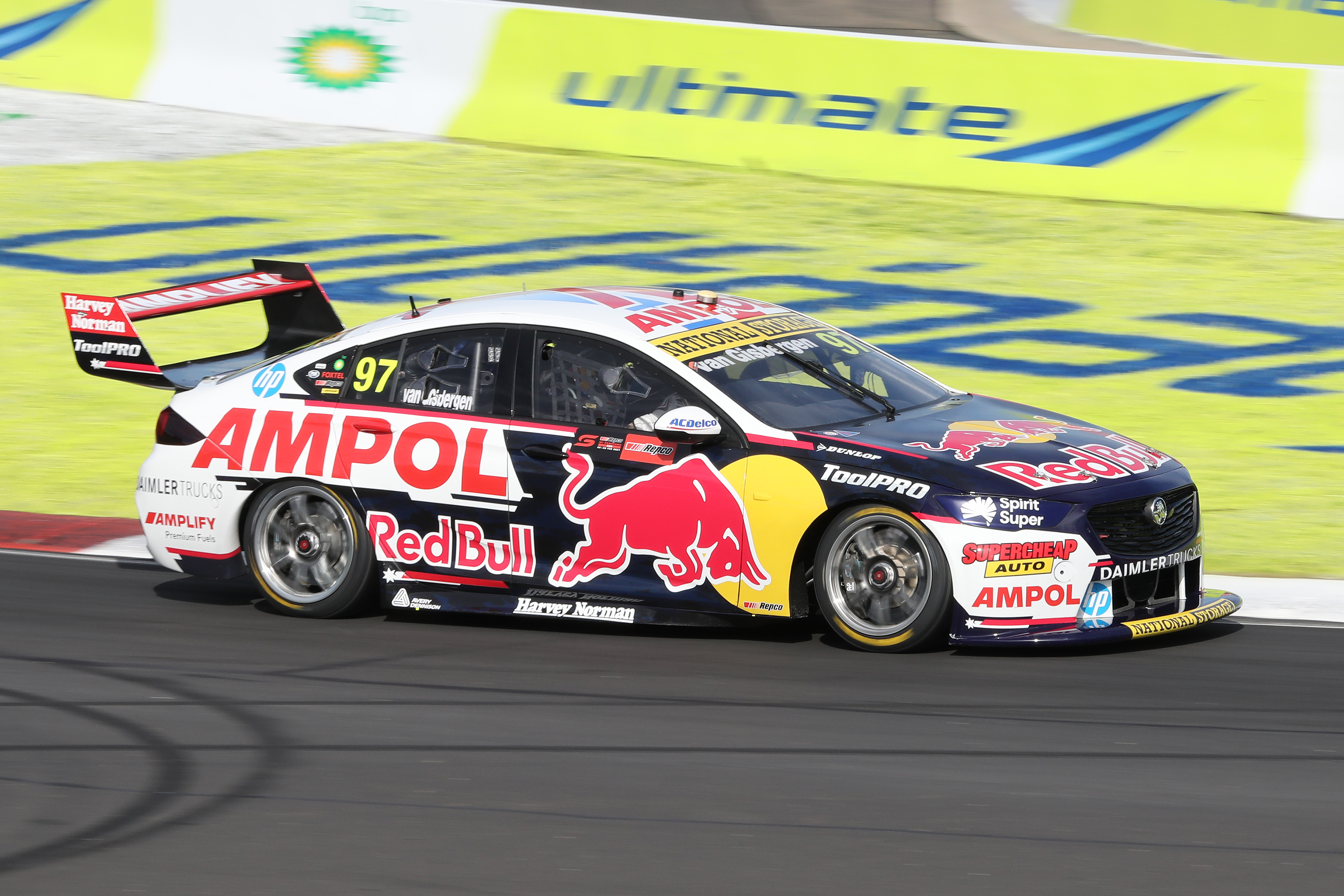
گروه Triple Eight Race Engineering پرچمدار مسابقات ۲۰۲۲

 یک سری مسابقات اتومبیل رانی برای سری خودروهای سوپراسپرت است. این بیست و چهارمین دوره مسابقات قهرمانی سوپراسپرت ها و بیست و ششمین سری است که در آن سوپراسپرت ها در مسابقات قهرمانی اتومبیل های تور استرالیا ، در موتوراسپرت استرالیا به رقابت پرداخته اند.